# Schinus kauselii
Schinus kauselii är en sumakväxtart som beskrevs av Fred Alexander Barkley. Schinus kauselii ingår i släktet Schinus och familjen sumakväxter. Inga underarter finns listade i Catalogue of Life.